# Zeuxippus histrio
Zeuxippus histrio là một loài nhện trong họ Salticidae.
Loài này thuộc chi Zeuxippus. Zeuxippus histrio được Tord Tamerlan Teodor Thorell miêu tả năm 1891.